# Trachyandra filiformis
Trachyandra filiformis är en grästrädsväxtart som först beskrevs av William Aiton, och fick sitt nu gällande namn av Anna Amelia Obermeyer. Trachyandra filiformis ingår i släktet Trachyandra och familjen grästrädsväxter. Inga underarter finns listade i Catalogue of Life.